# Libor Kovařík
Libor Kovařík (* 23. února 1976) je bývalý český profesionální fotbalový rozhodčí. Do kruhu fotbalových rozhodčích vstoupil v roce 1993, v roce 2000 si poprvé zapískal prvoligové utkání a o šest let později byl zařazen i do listiny mezinárodních sudí FIFA. Svoji rozhodcovskou kariéru ukončil v roce 2015.

## Kariéra
Během svého působení ve funkci rozhodčího odřídil 197 utkání v české nejvyšší soutěži, v kterých udělil celkem 50 červených a 873 žlutých karet, což ho řadí na první místo českých sudí v této statistice.

V 54 mezinárodních utkáních rozhodl o osmi pokutových kopech, šesti červených kartách a 214 žlutých karet. Kromě kvalifikací evropských fotbalových soutěží a přátelských utkání národních týmů řídil i zápasy ve skupinách Evropské ligy.
Kariéru rozhodčího ukončil na vlastní žádost na začátku ligového ročníku 2015/2016, podle spekulací médií jako reakci na nepřiměřený trest za chybu, které se jako čtvrtý rozhodčí údajně dopustil v druhém kole Synotligy na začátku utkání mezi AC Sparta Praha a Baníkem Ostrava, kdy prvních 5 minut nebyly v rozích hřiště umístěny rohové praporky. Po svém konci se vyjádřil negativně na adresu vedení FAČR, především místopředsedy Romana Berbra. Ten prý nepřímo ovlivňuje chování rozhodčích permanentní šikanou a řídí je místo jeho manželky, předsedkyně komise rozhodčích Dagmar Damkové. Potvrdil tak spekulace šířící se dlouho v českém fotbalovém světě. Vedení asociace se ovšem vůči jeho výrokům ohradilo a reagovalo svoláním mimořádného zasedání výkonného výboru.
Dne 30. června 2021 se stal členem nové komise rozhodčích. 

## Soukromý život
Kovařík vystudoval VŠE v Praze a živí se jako bankovní úředník. S manželkou Klárou vychovávají dvě děti. Ovládá angličtinu a němčinu.